# Jean-Baptiste Malou-Vandenpeereboom
Jean-Baptiste Malou-Vandenpeereboom, né à Ypres le 3 décembre 1783 et mort à Bruxelles le 6 février 1862, est un homme politique belge.

## Biographie
Jean-Baptiste Malou-Vandenpeereboom est le fils de Pierre Malou (dit Malou-Riga), négociant, échevin d'Ypres, qui, veuf, sera ordonné prêtre et deviendra curé de l'église Saint-Pierre à New-York, et de Marie-Louise Riga. Marié à Marie-Thérèse Vandenpeereboom, fille de François Xavier van den Peereboom, conseiller du Mont-de-Piété d'Ypres, et de Marie Thérèse Béthune, il est le père de Jules et Jean-Baptiste Malou.

## Fonctions et mandats
- Membre du Sénat belge : 1849-1859

## Sources
- Carlo BRONNE, La vie impétueuse de Malou-Riga, 1753-1827, Brussel, Brepols, 1962
- Jean-Luc DE PAEPE & Christiane RAINDORF-GERARD, Le Parlement belge, 1831-1894. Données biographiques, Brussel, Académie royale des sciences, des lettres et des beaux-arts, 1996.